# Литвинас Юозас Юозасович
Юозас Юозасович Литвинас (рос. Юозас Юозасович Литвинас, лит. Juozas Litvinas; нар. 1920) — радянський футбольний суддя. Обслуговував ігри класу «А», представляв Вільнюс. Перший суддя з Литви, що отримав всесоюзну категорію. Увійшов до списку найкращих арбітрів СРСР за підсумками сезону 1962.
Найкращий литовський футбольний рефері 1950-х років. Рекордні 12 разів обслуговував фінал Кубка Литовської РСР.